# Синдром на карпалния тунел
Синдромът на карпалния тунел е медицинско състояние, дължащо се на притискането на медианния нерв, преминаващ през китката на ръката обвит в т.нар. карпален тунел. Основните симптоми са болка, изтръпване, бодежи (мравучкане) в палеца, показалеца и средния пръст и вътрешната страна на четвъртия и петия пръсти. Обичайно симптомите започват постепенно и през нощните часове. Болката може да засегне и останалата част на ръката. Възможна е поява на слабост на захвата и в продължение на голям период от време мускулите в основата на палеца могат да се износят.
Рисковите фактори за СКТ включват: обезитет, повтарящи се движения на китката при работа, бременност, ревматоиден артрит. Има податки, че наличието на хипотиреоидизъм увеличава риска от СКТ. Захарният диабет е слабо свързан със състоянието. Употребата на противозачатъчни лекарства не е свързана с повишаване на риска от СКТ. Определени видове работа са свързани с повишаването на риска от СКТ: работа с компютър, работа с вибриращи машини и инструменти, дейности, изискващи здрав захват на ръката. Диагнозата се поставя на базата на симптоми и специфични физически тестове, и може да се потвърди с електродиагностични тестове (като електромиография). Диагнозата е вероятна при наличие на мускулна умора в основата на палеца.

Физическата активност може да намали риска от развиване на СКТ. Симптомите могат да бъдат облекчени с поставяне на шина на китката или с кортикостероидни инжекции. Приемът на нестероидни противовъзпалителни средства или габапентин не дава очакваните резултати. Няма доказателства за ползата от магнитна терапия. Хирургическа операция за срязване на карпалното сухожилие е ефективно лечение с изгледи за по-добри резултати една година след операцията в сравнение с нехирургически алтернативи. Постоперативно шииниране не е необходимо.